# Benedictus og Amen
Benedictus og Amen is een compositie van Niels Gade. Gade schreef dit werk voor groot koor en orgel in 1885. De zangtekst bestaat alleen uit de zinnen:
- "Benedictus qui venit in nomine Domini".
- "Amen".